# Селивёрстова, Евдокия Петровна
Евдокия Петровна Селивёрстова (2 марта 1927, Чанцово — 7 октября 2012, Темижбекская, Краснодарский край) — советский агроном, главный агроном совхоза «Темижбекский» Новоалександровского района Ставропольского края. Герой Социалистического Труда (1973).

## Биография
Родилась 2 марта 1927 года в деревне Чанцово, Глинковского района Смоленской области в крестьянской семье, позже переехала с семьёй в Новоалександровский район Ставропольского края.
С 1945 по 1950 годы проходила обучение на агрономическом факультете Ставропольского сельскохозяйственного института, по окончании института получила специализацию — учёный агроном. 
С 1950 по 1952 годы начала работать в должности агронома сельскохозяйственного отделения, с 1952 по 1955 годы — заведующая сельскохозяйственного отделения, с 1955 по 1985 годы, в течение тридцати лет, Е. П. Селивёрстова занимала должность — главного агронома совхоза «Темижбекский» Новоалександровского района Ставропольского края. Под руководством и при непосредственном участии Е. П. Селевёрстовой проводились работы  по внедрению в производство при достижении науки и передового опыта, высокоурожайных сортов озимых и яровых культур, благодаря этому совхоза «Темижбекский» добивался устойчивых и высоких урожаев озимых, яровых и других сельскохозяйственных культур. В 1967 и 1971 годах  Указом Президиума Верховного Совета СССР «за большие достижения в трудовой деятельности» Евдокия Петровна Селивёрстова была награждена орденами  Трудового Красного Знамени и  «Знак Почёта».
Е. П. Селивёрстова была постоянным участником Всесоюзной выставки достижений народного хозяйства (ВДНХ СССР), за свои достижения награждалась наградами выставки различного достоинства, в том числе — золотой и двумя серебряными Медалями ВДНХ. К 1973 году под руководством Е. П. Селивёрстовой хлеборобы совхоза «Темижбекский» Новоалександровского района Ставропольского края собрали урожай с 21,5 центнера с гектара до 40 центнеров с гектара. 
7 декабря 1973 года Указом Президиума Верховного Совета СССР «за большие успехи, достигнутые во Всесоюзном социалистическом соревновании, и проявленную трудовую доблесть в выполнении принятых обязательств по увеличению производства и продажи государству зерна и других продуктов земледелия в 1973 году» Евдокия Петровна Селивёрстова была удостоена звания Героя Социалистического Труда с вручением Ордена Ленина и золотой медали «Серп и Молот». 
С 1985 по 1990 годы — землеустроитель совхоза «Темижбекский» Новоалександровского района Ставропольского края.
Помимо основной деятельности занималась и общественно-политической работой: была  членом Ставропольского краевого комитета КПСС, членом бюро Новоалександровского районного комитета КПСС и депутатом Новоалександровского районного исполнительного комитета Совета народных депутатов. 
С 1990 после выхода на заслуженный отдых жила в станице Темижбекской Ставропольского района Ставропольского края. 
Скончалась 7 октября 2012 года. 

## Награды
- Медаль «Серп и Молот» (07.12.1973)
- Орден Ленина (07.12.1973)
- Орден Трудового Красного Знамени (19.04.1967)
- Орден «Знак Почета» (08.04.1971)
- Медали ВДНХ (золотая и две серебряные)